# 李素 (崇禎特用)
李素，字純白，江西袁州府宜春縣人，明朝官员。賜特用出身。

## 生平
崇禎十三年以廷試貢生賜特用。官高淳知縣，以德化民，明亡掛印而去。